# Hjalmar Agardh
Hjalmar Agardh, född 22 februari 1832 i Jönköping, död 2 januari 1892 i Mariehamn, var en svensk-finsk skådespelare.
Hjalmar Agardh var son till hovrättskommissarien Eeinhard Agardh och hans hustru Johanna Margaretha Pohl. Han studerade vid Linköpings elementarläroverk. År 1848 ingick han som volontär vid Första livgrenadjärregementet och befordrades 1850 till underofficer. Han avslutade sin anställning vid reglementet 1852 och tog anställning hos Lars Erik Elfforss teatersällskap. Han uppträdde därefter i olika landsortssällskap samt på Södra Teatern och Mindre teatern i Stockholm. Åren 1864–1866 ledde han ett eget teatersällskap samt var från 1866 knuten till Svenska Teatern i Helsingfors, där hans  temperamentfulla känslosamma framställningar skattades högt. Bland Agardhs roller märks Schylock i Köpmannen i Venedig, Karl Moor i Rövarbandet, Eubulos i Kungarna på Salamis, Birger jarl i Bröllopet på Ulfåsa och Örnulf i Härmännen på Helgeland.